# Battaglia dell'Isola Ramree
La battaglia dell'Isola Ramree è stata un episodio della seconda guerra mondiale che si combatté per sei settimane nei mesi di gennaio e febbraio 1945, nel contesto dell'offensiva del British Indian Army del 1944-1945 lungo il fronte meridionale, durante la Campagna della Birmania. L'isola Ramree si trova al largo delle coste birmane e nel 1942 l'Esercito imperiale giapponese, avanzando rapidamente, conquistò l'isola insieme al resto della Birmania meridionale. Nel gennaio 1945 gli Alleati lanciarono un attacco per riconquistare Ramree e la vicina isola Cheduba, con l'intenzione di stabilirvi una base aeronavale. La guarnigione giapponese di Ramree era costituita dal 121º Reggimento di fanteria, parte della 54ª Divisione. Il comandante del reggimento era il colonnello Kanichi Nagazawa.
La battaglia è associata ai resoconti che raccontano di molti soldati giapponesi mangiati dalle migliaia di coccodrilli marini presenti nelle paludi dell'entroterra. Nonostante l'episodio sia ormai considerato una leggenda non plausibile dagli storici, il Guinness Book of World Records ha elencato l'episodio come "Peggior disastro al mondo avvenuto a causa di coccodrilli" e come "Maggior numero di vittime in un attacco di coccodrilli".

## Svolgimento della battaglia

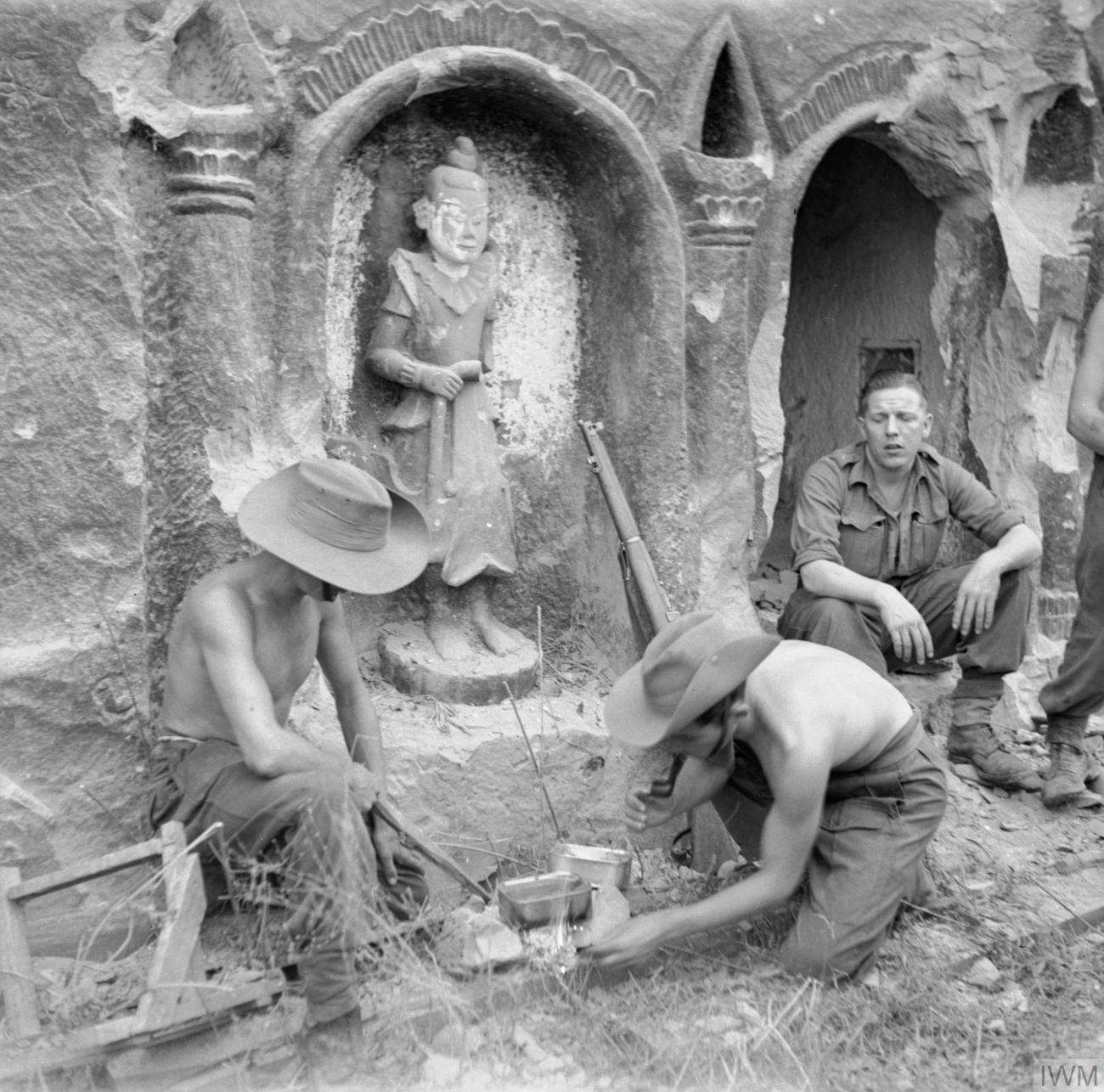
Truppe della 26ª Divisione di fanteria indiana mentre preparano un pasto nei pressi di un tempio sull'Isola Ramree

La battaglia iniziò con l'Operazione Matador, un assalto anfibio che aveva lo scopo di catturare il porto strategico di Kyaukpyu, situato a nord dell'Isola Ramree, e l'importante campo d'aviazione nelle vicinanze del porto. Una ricognizione effettuata il 14 gennaio rivelò la presenza di forze giapponesi impegnate a piazzare artiglieria per colpire le spiagge designate per lo sbarco sull'isola, così la Royal Navy inviò una nave da battaglia e una portaerei di scorta per fornire supporto pesante alle truppe di terra. Il 21 gennaio, un'ora prima che la 71ª Brigata di fanteria indiana sbarcasse, la nave HMS Queen Elizabeth aprì il fuoco con le sue batterie principali mentre degli aerei partiti dalla portaerei di scorta HMS Ameer (D01) individuavano i bersagli. L'incrociatore leggero HMS Phoebe si unì al bombardamento insieme a degli aerei B-24 Liberator e P-47 Thunderbolt del 224º Gruppo della Royal Air Force (sotto il comando del RAF Third Tactical Air Force), che colpirono le spiagge. Le truppe d'assalto sbarcarono incontrastate assicurando una testa di ponte. Il giorno seguente sbarcò anche la 4ª Brigata di fanteria indiana.
Il 26 gennaio, nel corso dell'Operazione Sankey, una task force di Royal Marines sbarcò sull'Isola Cheduba, a sud di Ramree, per scoprire che non era occupata dai giapponesi. Sull'Isola Ramree i giapponesi opposero invece una strenua resistenza. La 36ª Brigata di fanteria indiana sbarcò con le unità della RAF e i Royal Marines. Quando i Marines aggirarono una roccaforte giapponese i 900 difensori all'interno di essa abbandonarono la base e marciarono per unirsi ad un battaglione giapponese più consistente dall'altro lato dell'isola. Il percorso costringeva i giapponesi ad attraversare circa 16 km di paludi di mangrovie. Mentre questi lottavano per farsi strada attraverso le folte foreste le forze alleate circondarono l'area paludosa. Le malattie tropicali iniziarono presto ad affliggere i soldati giapponesi intrappolati nelle paludi, popolate anche da scorpioni, zanzare e coccodrilli marini.

## L'attacco dei coccodrilli
Alcuni soldati britannici, tra cui il naturalista Bruce Stanley Wright, che partecipò alla spedizione, sostennero che dei coccodrilli attaccarono e mangiarono numerosi soldati giapponesi. La descrizione di Wright compare nel suo libro del 1962 Wildlife Sketches Near and Far:
(Bruce Stanley Wright, Wildlife Sketches Near and Far)
In tutto, circa 500 giapponesi fuggirono da Ramree nonostante il blocco creato per fermarli. Se le affermazioni di Wright fossero esatte, gli attacchi dei coccodrilli di Ramree sarebbero comunque i più tragici di cui si abbia notizia. La Burma Star Association britannica sembra dare credito alla storia degli attacchi ma opera una distinzione tra i 20 sopravvissuti ad un attacco e i 900 giapponesi lasciati a difendersi nelle paludi. Inoltre, né i rapporti militari ufficiali britannici, né le testimonianze dei giapponesi superstiti, né quelle degli abitanti dell'Isola Ramree corroborano questa versione. Poiché la versione di Wright è l'unico resoconto che parli dell'attacco dei coccodrilli, questi eventi sono considerati al pari di una leggenda metropolitana dagli storici, incluso il britannico Frank McLynn. Egli afferma:
(Frank McLynn, The Burma Campaign)